# ボレッラ
ボレッラ（シンハラ語: බොරැල්ල、タミル語: பொறளை、英語: Borella）は、スリランカの都市コロンボの一地域。市の東側の内陸部に位置する。住所表記の地区番号はコロンボ8。
ボレッラは市の東部の主要な幹線道路が交わる地域である。市の西部コッルピティヤ地区から伸びるA0道路は、シナモン・ガーデンズ地区を経由してボレッラ地区を東西に貫いている。道路を東に進むと、スリジャヤワルダナプラコッテのラージャギリヤ地区があり、さらに国会議事堂方面へと続いている。また南北に加え北西南西方向に向かう大きな道路もこの地域を通っている。

## 人口動態
ボレッラは多文化が共生する地域である。シンハラ人とタミル人が多数派であるが、その他バーガー人やスリランカ・ムーアといったマイノリティも居住している。宗教についても、仏教、ヒンドゥー教、イスラム教、キリスト教やその他様々なものが混在している。

## 墓地
ボレッラにはBorella Kanatte Cemetery（ボレッラ共同墓地）と呼ばれる、複数の宗教に対応するコロンボの主要な墓地が存在する。この墓地は、3本の幹線道路が交わる大きな交差点沿いに位置している。この墓地が設立されたのは1840年のことで、以後市内の各宗教の共同墓地として広く用いられている（ただしイスラム教徒は他の自分たち専用の墓地を用いている）。墓地には、二度の世界大戦の犠牲者を弔う専用の領域も設けられている。また火葬場が併設されている。
20世紀を代表するSF作家の一人であり、半生をスリランカで過ごしたアーサー・C・クラークは、この墓地に埋葬されている。